# 蒂耶福斯
蒂耶福斯（法語：Thiéfosse，法語發音：[tjefos] ⓘ）是法国大東部大區孚日省的一个市镇，属于埃皮纳勒区。

## 地理
蒂耶福斯（47°58'17"N, 6°43'48"E）面积7.62 平方千米，位于法国大東部大區孚日省，该省份为法国东北部内陆省份，北起默兹省和默尔特-摩泽尔省，西接上马恩省，南至上索恩省和贝尔福地区省，东临上莱茵省和下莱茵省。
与蒂耶福斯接壤的市镇（或旧市镇、城区）包括：巴斯叙勒吕、莫斯洛特河畔索尔叙尔、摩泽尔河畔吕、瓦涅、沃库。

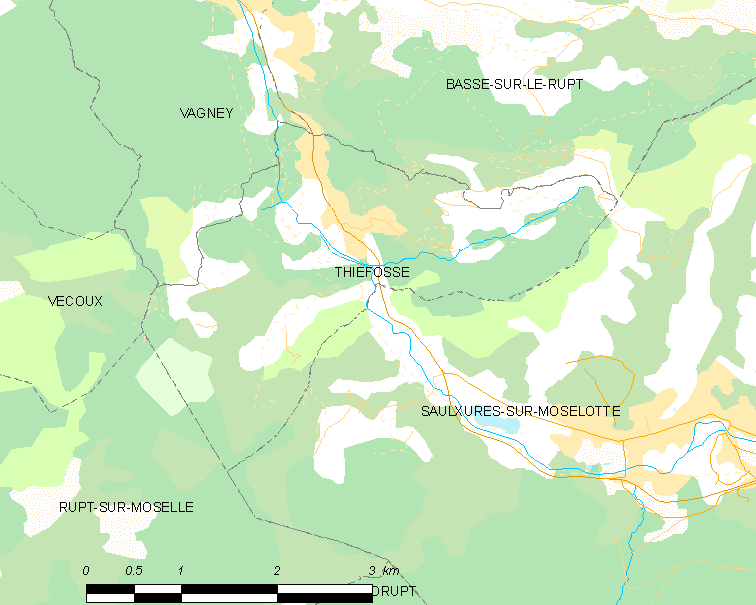
蒂耶福斯的OSM定位图

蒂耶福斯的时区为UTC+01:00、UTC+02:00（夏令时）。

## 行政
蒂耶福斯的邮政编码为88290，INSEE市镇编码为88467。

## 政治
蒂耶福斯所属的省级选区为拉布雷斯县。

## 人口

1962-2008年间蒂耶福斯人口变化图示

蒂耶福斯于2022年1月1日时的人口数量为583人。